# Гірська гадюка
Гірська гадюка (Montivipera) — рід отруйних змій родини гадюкових (Viperidae). Станом на 2024 рік описано 7(8) видів. Поширені в Південній Європі (Греція) та Західній Азії. У складі роду є 5 ендемічних і 4 раритетних видів плазунів..
Інша назва: «малоазійська гадюка». 

## Опис
Змії переважно середнього розміру, до 80 см завдовжки. Довжина тіла перевищує 1 м лише в двох представників роду — у гадюки османської (до 150 см) і гадюки Радде (до 110 см). Самці більші за самок. Хвіст короткий. Голова велика, широка, з різким шийним перехватом, вкрита переважно дрібними щитками. Навколо тулуба звичайно нараховується 23 ряди (рідко 25—27) луски. Черевних щитків 166—193. Підхвостових щитків у самців 32—38 пар, у самок — 25—36 пар. Анальний щиток один.
Основний фон забарвлення здебільшого темних кольорів. На верхній стороні тіла розташовані яскраві помаранчеві, червоні та білі плями з чорною облямівкою, які часто утворюють зигзагоподібний малюнок. Самці мають яскравіше і контрастніше забарвлення.

## Поширення
Представники роду поширені в Південній Європі (Греція) та Західній Азії (Вірменія, Азербайджан, Іран, Ізраїль, Ліван, Сирія, Туреччина). З них 5 видів — ендеміки.

## Особливості біології
Представники роду населяють аридні передгір'я та нагір'я з розрідженою рослинністю, переважно середземноморського типу. Активні вдень навесні й восени, у спекотні місяці — вранці, увечері та вночі. 
Живляться переважно гризунами і ящірками, а також іншими дрібними хребетними та великими членистоногими. 
Гірські гадюки належать до яйцеживородних плазунів. У другій половині літа самиці народжують до 15 дитинчат.

## Охорона
Всі види роду занесені до Червоного списку МСОП та ряду інших природоохоронних документів. Раритетними з них є 4 види: Montivipera bornmuelleri (охоронна категорія МСОП: EN); M. latifii (EN); M. raddei (NT); M. wagneri (CR).

## Практичне значення
Всі види отруйні й становлять реальну небезпеку для людини. Укус великих особин при відсутності медичної допомоги може призвести до смерті. Отрута має переважно гемолітичну дію.
Окремі види відловлюють задля отримання отрути, що використовується для вироблення протизміїної сироватки, а також для продажу тераріумістам.

## Систематика
Станом на 2024 рік описано 7(8) видів:
- Montivipera albizona —  Гадюка анатолійська
- Montivipera bornmuelleri
- Montivipera bulgardaghica
- Montivipera kuhrangica
- Montivipera latifii
- Montivipera raddei —  Гадюка Радде
- Montivipera wagneri
- Montivipera xanthina —  Гадюка османська